# 蓋瑞·多赫蒂
蓋瑞·多赫蒂（英語：Gary Doherty；1980年1月31日—）是一位已經退役的愛爾蘭足球運動員。在場上的位置是中後衛。他效力過的最後一家球隊是英格蘭足球乙級聯賽韋甘比流浪足球會。他也代表愛爾蘭國家足球隊參賽。